# Qasim Ibrahim
Qasim Ibrahim, zw. Buruma Qasim – malediwski przedsiębiorca i polityk, minister finansów i skarbu w latach 2005–2008. Kandydat w wyborach prezydenckich w 2008. Minister spraw wewnętrznych od 12 listopada 2008 do 3 grudnia 2008.

## Kariera zawodowa
Qasim Ibrahim po zakończeniu swojej edukacji w 1969 rozpoczął pracę jako urzędnik w Szpitalu Rządowym w Male. W 1972 objął w nim stanowisko księgowego. Rok później odszedł ze szpitala i został menedżerem w firmie M/S Alia Furniture Mart..
W 1976 rozpoczął własną działalność gospodarczą. Założył firmę trudniącą się handlem różnymi dobrami: ryżem, tytoniem, ropą i naftą. Cztery lata później zakupił pierwszy statek, który przerobił na transportowiec ładunków ropy naftowej. 
14 kwietnia 1986 założył firmę Villa Shipping and Trading Company Limited. Od tego czasu stał się najbogatszym obywatelem Malediwów, a jego firma rozrosła się i poszerzyła zakres swoich usług o transport osób oraz turystykę. 

## Kariera polityczna
W 1989 Qasim Ibrahim został wybrany do malediwskiego parlamentu. Od lipca 2005 do lipca 2008 zajmował stanowisko ministra finansów i skarbu. Pełnił także inne funkcje: był prezydentem Izby Handlu i Przemysłu Stowarzyszenia Współpracy Regionalnej Azji Południowej (SAARC), prezydentem Malediwskiej Narodowej Izby Handlu i Przemysłu oraz wiceprzewodniczącym Malediwskiego Stowarzyszenia Przemysłu Turystycznego. 
10 lipca 2008 Qasim Ibrahim zrezygnował ze stanowiska ministra. Niedługo potem wstąpił do opozycyjnej Partii Republikańskiej (Jumhooree Party). 22 sierpnia 2008 został jednogłośnie wybrany kandydatem tej partii w wyborach prezydenckich w 2008. Pierwsze demokratyczne wybory prezydenckie na Malediwach odbyły się 8 października 2008. W pierwszej turze wyborów Qasim Ibrahim zajął czwarte miejsce, zdobywając 15,2% głosów poparcia. Do drugiej tury wyborów przeszedł prezydent Maumoon Abdul Gayoom (40,3% głosów) oraz Mohamed Nasheed (24,9% głosów). Przed drugą turą wyborów, podobnie jak pozostali kandydaci opozycji, udzielił poparcia Nasheedowi. 
12 listopada 2008 Qasim Ibrahim został ministrem spraw wewnętrznych w gabinecie prezydenta Mohameda Nasheeda. 3 grudnia 2008 zrezygnował ze stanowiska z powodu braku współpracy z rządem w kwestii rozwiązania spraw więziennictwa.